# Liste des chansons de Blink-182

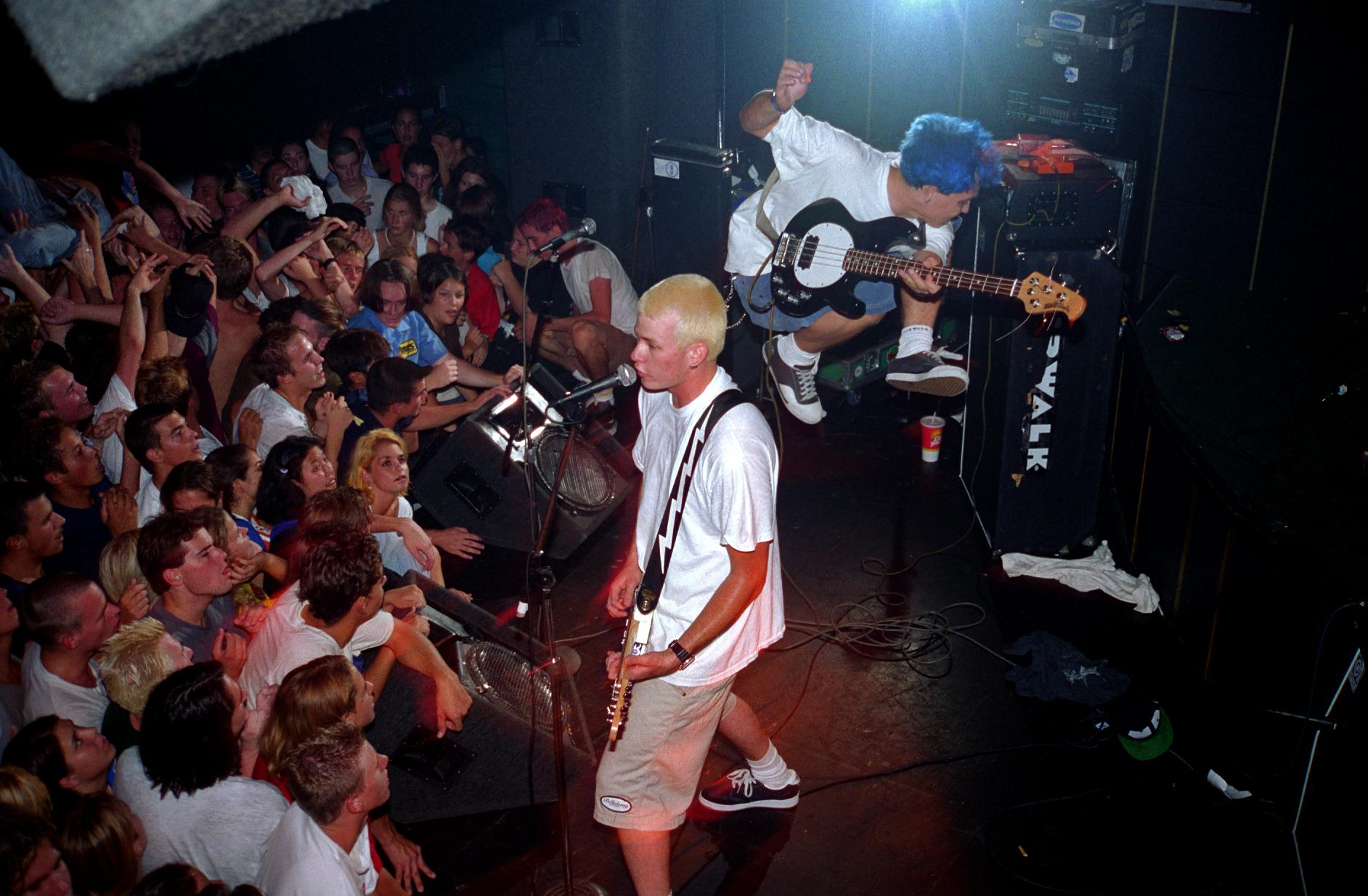
Blink-182 à Corona en Juin 1995

Blink-182 est un groupe américain de pop punk. La liste ci-dessous contient l'ensemble des chansons du groupe et des reprises du groupes sorties sur leurs albums studio, albums live, compilations, EPs, démos, singles et splits. Cette liste ne contient pas les reprises que le groupe a joué lors de ses concerts et qui n'ont pas été éditées.
| Titre                                                   | Année | Album                                          | Durée | Chanteur(s)              | Enregistrement(s) |
| ------------------------------------------------------- | ----- | ---------------------------------------------- | ----- | ------------------------ | --- |
| 13 Miles (Live)                                         | 2000  |                                                | 2:11  | Mark Hoppus              | Man Overboard (Single) |
| 21 Days                                                 | 1993  |                                                | 4:01  | Tom DeLonge              | Buddha (Démo) |
| A New Hope                                              | 1997  | Dude Ranch                                     | 3:45  | Mark Hoppus              | |
| Adam's Song                                             | 1999  | Enema of the State                             | 4:09  | Mark Hoppus              | Adam's Song (Single) Adam's Song (Single, version live) The Mark, Tom, and Travis Show (Live) Greatest Hits (Compilation)                                              |
| After Midnight                                          | 2011  | Neighborhoods                                  | 3:27  | Tom DeLonge Mark Hoppus  | After Midnight (Single) |
| Aliens Exist                                            | 1999  | Enema of the State                             | 3:13  | Tom DeLonge              | What's My Age Again? (Single, version live) The Mark, Tom, and Travis Show (Live) Enema of the State Demo (Démo)                                                       |
| All of This                                             | 2003  | Blink-182                                      | 4:40  | Robert Smith Tom DeLonge | |
| All the Small Things                                    | 1999  | Enema of the State                             | 2:54  | Tom DeLonge              | What's My Age Again? (Single) All the Small Things (Single) I Won't Be Home for Christmas (Single) The Mark, Tom, and Travis Show (Live) Greatest Hits (Compilation)   |
| Alone                                                   | 1993  |                                                | 2:44  | Tom DeLonge              | Flyswatter (Démo) |
| Always                                                  | 2003  | Blink-182                                      | 4:11  | Tom DeLonge              | Always (Single) Greatest Hits (Compilation) |
| Another Girl, Another Planet (Reprise de The Only Ones) | 2005  |                                                | 2:43  | Mark Hoppus              | Greatest Hits (Compilation) |
| Anthem                                                  | 1999  | Enema of the State                             | 3:37  | Tom DeLonge              | Enema of the State Demo (Démo) |
| Anthem Part Two                                         | 2001  | Take Off Your Pants and Jacket                 | 3:48  | Tom DeLonge              | Stay Together for the Kids (Single, version live) |
| Apple Shampoo                                           | 1997  | Dude Ranch                                     | 2:52  | Mark Hoppus              | Apple Shampoo (Single) Dick Lips (Single) |
| Asthenia                                                | 2003  | Blink-182                                      | 4:19  | Tom DeLonge              | |
| Ben Wah Balls                                           | 1994  | Cheshire Cat                                   | 3:55  | Tom DeLonge              | |
| Better Days                                             | 1993  |                                                | 2:08  | Tom DeLonge              | Demo #2 (Démo) |
| Black Rain                                              | 2019  | Nine                                           | 2:47  | Mark Hoppus Matt Skiba   | |
| Blame It on My Youth                                    | 2019  | Nine                                           | 3:10  | Mark Hoppus Matt Skiba   | |
| Blow Job                                                | 2000  |                                                | 0:41  | Tom DeLonge              | The Mark, Tom, and Travis Show (Live) |
| Boring                                                  | 1997  | Dude Ranch                                     | 1:41  | Tom DeLonge              | |
| Cacophony                                               | 1994  | Cheshire Cat                                   | 3:05  | Mark Hoppus              | |
| Carousel                                                | 1994  | Cheshire Cat                                   | 3:15  | Tom DeLonge              | Josie (Single) Feeling This (Single) Buddha (Démo) The Mark, Tom, and Travis Show (Live) Greatest Hits (Compilation)                                                   |
| Dammit                                                  | 1997  | Dude Ranch                                     | 2:45  | Mark Hoppus              | Dammit (Single) Not Now (Single) The Mark, Tom, and Travis Show (Live) Greatest Hits (Compilation)                                                                     |
| Dancing With Myself (Reprise de Billy Idol)             | 1997  |                                                | 2:57  | Tom DeLonge              | Before You Were Punk (Compilation de plusieurs groupes) |
| Dead Man's Curve (Reprise de Jan and Dean)              | 1997  |                                                | 2:48  | Tom DeLonge Mark Hoppus  | Shake, Rattle and Roll: An American Love Story soundtrack (Compilation de plusieurs groupes)                                                                           |
| Degenerate                                              | 1997  | Dude Ranch                                     | 2:28  | Tom DeLonge              | Demo #2 (Démo) Buddha (Démo) |
| Depends                                                 | 1994  | Cheshire Cat                                   | 2:48  | Tom DeLonge Mark Hoppus  | |
| Dick Lips                                               | 1997  | Dude Ranch                                     | 2:57  | Tom DeLonge              | Dick Lips (Single) The Mark, Tom, and Travis Show (Live) |
| Does My Breath Smell?                                   | 1994  | Cheshire Cat                                   | 2:34  | Tom DeLonge              | Short Bus (EP, Slipt) |
| Dog Lapping                                             | 1997  | Dude Ranch                                     | 1:55  | Tom DeLonge              | |
| Don't                                                   | 1993  |                                                | 2:26  | Mark Hoppus              | Buddha (Démo, Edition remasterisée) |
| Don't Leave Me                                          | 1999  | Enema of the State                             | 2:24  | Mark Hoppus              | The Mark, Tom, and Travis Show (Live) |
| Don't Tell Me It's Over                                 | 2001  | Take Off Your Pants and Jacket (Version Verte) | 2:33  | Tom DeLonge              | The Rock Show (Single) |
| Down                                                    | 2003  | Blink-182                                      | 3:03  | Tom DeLonge Mark Hoppus  | Down (Single) Greatest Hits (Compilation) |
| Dumpweed                                                | 1999  | Enema of the State                             | 2:23  | Tom DeLonge              | Dumpweed (Single, version live) The Mark, Tom, and Travis Show (Live) Enema of the State Demo (Démo)                                                                   |
| Dysentary Gary                                          | 1999  | Enema of the State                             | 2:45  | Tom DeLonge Mark Hoppus  | Enema of the State Demo (Démo) |
| Easy Target                                             | 2003  | Blink-182                                      | 2:20  | Tom DeLonge Mark Hoppus  | |
| Edging                                                  | 2022  | TBA                                            | 2:45  | Tom DeLonge Mark Hoppus  | |
| Emo                                                     | 1997  | Dude Ranch                                     | 2:50  | Mark Hoppus              | |
| Enthused                                                | 1997  | Dude Ranch                                     | 2:48  | Tom DeLonge              | Wasting Time (Single) |
| Even If She Falls                                       | 2011  | Neighborhoods (Edition Deluxe)                 | 3:00  | Tom DeLonge              | |
| Everytime I Look For You                                | 2001  | Take Off Your Pants and Jacket                 | 3:05  | Mark Hoppus              | |
| Falling                                                 | 2019  | Nine                                           | 2:49  | Mark Hoppus Matt Skiba   | |
| Family Reunion                                          | 1999  |                                                | 0:36  | Mark Hoppus              | Short Music for Short People (Compilation de plusieurs groupes) The Mark, Tom, and Travis Show (Live)                                                                  |
| Feeling This                                            | 2003  | Blink-182                                      | 2:52  | Tom DeLonge Mark Hoppus  | Feeling This (Single) Greatest Hits (Compilation) |
| Fentoozler                                              | 1994  | Cheshire Cat                                   | 2:04  | Mark Hoppus              | Buddha (Démo) |
| Fighting The Gravity                                    | 2011  | Neighborhoods (Edition Deluxe)                 | 3:42  | Mark Hoppus              | |
| First Date                                              | 2001  | Take Off Your Pants and Jacket                 | 2:51  | Tom DeLonge              | First Date (Single) Greatest Hits (Compilation) |
| Freak Scene (Reprise de Dinosaur Jr.)                   | 1993  |                                                | 2:38  | Mark Hoppus              | Flyswatter (Démo) |
| Fuck a Dog                                              | 2001  | Take Off Your Pants and Jacket (Version Jaune) | 1:25  | Tom DeLonge Mark Hoppus  | |
| Ghost on the Dance Floor                                | 2011  | Neighborhoods                                  | 4:18  | Tom DeLonge              | |
| Give Me One Good Reason                                 | 2001  | Take Off Your Pants and Jacket                 | 3:18  | Tom DeLonge              | |
| Go                                                      | 2003  | Blink-182                                      | 1:53  | Mark Hoppus              | |
| Going Away to College                                   | 1999  | Enema of the State                             | 3:00  | Mark Hoppus              | Adam's Song (Single, version live) The Mark, Tom, and Travis Show (Live)                                                                                               |
| Good Times (Reprise)                                    | 1998  |                                                | 1:04  | Mark Hoppus              | Apple Shampoo (Single) |
| Happy Days                                              | 2019  | Nine                                           | 2:59  | Mark Hoppus Matt Skiba   | |
| Happy Holidays, You Bastard                             | 2001  | Take Off Your Pants and Jacket                 | 0:42  | Mark Hoppus              | |
| Heart's All Gone                                        | 2011  | Neighborhoods                                  | 3:15  | Mark Hoppus              | |
| Heart's All Gone Interlude                              | 2011  | Neighborhoods (Edition Deluxe)                 | 2:02  |                          | |
| Here's Your Letter                                      | 2003  | Blink-182                                      | 2:54  | Mark Hoppus              | |
| I Know A Guy                                            | 2000  |                                                | 0:42  | Tom DeLonge              | The Mark, Tom, and Travis Show (Live) |
| I Miss You                                              | 2003  | Blink-182                                      | 3:47  | Mark Hoppus Tom DeLonge  | I Miss You (Single) Always (Single, version live) Not Now (Single, version live) Greatest Hits (Compilation)                                                           |
| I Won't Be Home for Christmas                           | 1998  |                                                | 3:16  | Mark Hoppus              | Josie (Single) I Won't Be Home for Christmas (Single) Not Now (Single)                                                                                                 |
| I'm Lost Without You                                    | 2003  | Blink-182                                      | 6:20  | Tom DeLonge              | |
| I'm Sorry                                               | 1997  | Dude Ranch                                     | 5:37  | Tom DeLonge              | |
| Josie                                                   | 1997  | Dude Ranch                                     | 3:19  | Mark Hoppus              | Josie (Single) What's My Age Again? (Single, version live) I Won't Be Home for Christmas (Single) Greatest Hits (Compilation)                                          |
| Just About Done                                         | 1994  | Cheshire Cat                                   | 2:16  | Tom DeLonge              | |
| Quarantine                                              | 2020  |                                                | 2:04  | Mark Hoppus              | |
| Kaleidoscope                                            | 2011  | Neighborhoods                                  | 3:53  | Mark Hoppus Tom DeLonge  | |
| Lemmings                                                | 1997  | Dude Ranch                                     | 2:38  | Mark Hoppus              | Wasting Time (Single) Lemmings (Single, Split) |
| Life's So Boring                                        | 1999  |                                                | 3:28  | Instrumentale            | Enema of the State Demo (Démo) |
| Love Is Dangerous                                       | 2011  | Neighborhoods                                  | 4:26  | Tom Delonge              | |
| M+M's                                                   | 1994  | Cheshire Cat                                   | 2:39  | Mark Hoppus              | M+M's (Single) All the Small Things (Single) Greatest Hits (Compilation)                                                                                               |
| Man Overboard                                           | 2000  |                                                | 2:46  | Mark Hoppus Tom DeLonge  | Man Overboard (Single) The Rock Show (Single) The Mark, Tom, and Travis Show (Live, version studio) Greatest Hits (Compilation) Enema of the State Demo (Démo)         |
| Marlboro Man                                            | 1993  |                                                | 3:35  | Tom DeLonge              | Flyswatter (Démo) Demo #2 (Démo) |
| MH 4.18.2011                                            | 2011  | Neighborhoods                                  | 3:27  | Mark Hoppus              | |
| Mother's Day                                            | 2001  | Take Off Your Pants and Jacket (Version Rouge) | 1:37  | Mark Hoppus              | The Rock Show (Single) |
| Mutt                                                    | 1999  | Enema of the State                             | 3:23  | Tom DeLonge              | The Mark, Tom, and Travis Show (Live) |
| My Pet Sally                                            | 1993  |                                                | 1:42  | Tom DeLonge              | Demo #2 (Démo) Buddha (Démo) |
| Natives                                                 | 2011  | Neighborhoods                                  | 3:55  | Mark Hoppus Tom DeLonge  | |
| Not Now                                                 | 2003  |                                                | 4:09  | Tom DeLonge              | I Miss You (Single) Not Now (Single) Blink-182 (Version britannique) Greatest Hits (Compilation)                                                                       |
| Obvious                                                 | 2003  | Blink-182                                      | 2:43  | Tom DeLonge              | |
| Online Songs                                            | 2001  | Take Off Your Pants and Jacket                 | 2:25  | Mark Hoppus              | |
| Pathetic                                                | 1997  | Dude Ranch                                     | 2:28  | Mark Hoppus Tom DeLonge  | What's My Age Again? (Single, version live) The Mark, Tom, and Travis Show (Live)                                                                                      |
| Peggy Sue                                               | 1994  | Cheshire Cat                                   | 2:38  | Tom DeLonge              | The Mark, Tom, and Travis Show (Live) |
| Please Take Me Home                                     | 2001  | Take Off Your Pants and Jacket                 | 3:05  | Tom DeLonge              | I Won't Be Home for Christmas (Single) |
| Point of View                                           | 1993  |                                                | 1:19  | Tom DeLonge              | Flyswatter (Démo) Demo #2 (Démo) Buddha (Démo) |
| Reckless Abandon                                        | 2001  | Take Off Your Pants and Jacket                 | 3:06  | Tom DeLonge              | |
| Red Skies                                               | 1993  |                                                | 3:25  | Tom DeLonge              | Flyswatter (Démo) |
| Reebok Commercial                                       | 1993  |                                                | 2:51  | Mark Hoppus              | Flyswatter (Démo) Demo #2 (Démo) Buddha (Démo) |
| Roller Coaster                                          | 2001  | Take Off Your Pants and Jacket                 | 2:47  | Mark Hoppus              | |
| Romeo & Rebecca                                         | 1994  | Cheshire Cat                                   | 2:31  | Tom DeLonge              | Demo #2 (Démo) Buddha (Démo) |
| Shut Up                                                 | 2001  | Take Off Your Pants and Jacket                 | 3:20  | Mark Hoppus              | |
| Snake Charmer                                           | 2011  | Neighborhoods (Edition Deluxe)                 | 4:27  | Tom DeLonge              | |
| Sometimes                                               | 1994  | Cheshire Cat                                   | 1:08  | Mark Hoppus              | Demo #2 (Démo) Buddha (Démo) |
| Stay Together for the Kids                              | 2001  | Take Off Your Pants and Jacket                 | 3:59  | Mark Hoppus Tom DeLonge  | Stay Together for the Kids (Single) Greatest Hits (Compilation) |
| Stockholm Syndrome                                      | 2003  | Blink-182                                      | 2:41  | Mark Hoppus              | |
| Story of a Lonely Guy                                   | 2001  | Take Off Your Pants and Jacket                 | 3:39  | Tom DeLonge              | |
| Strings                                                 | 1994  | Cheshire Cat                                   | 2:25  | Mark Hoppus              | Buddha (Démo) |
| The Country Song                                        | 2000  |                                                | 1:00  | Tom DeLonge              | The Mark, Tom, and Travis Show (Live) |
| The Fallen Interlude                                    | 2003  | Blink-182                                      | 2:12  | Instrumentale            | |
| The Family Next Door                                    | 1993  |                                                | 1:47  | Tom DeLonge Mark Hoppus  | Buddha (Démo) |
| The Girl Next Door (Reprise de Screeching Weasel))      | 1994  |                                                | 2:31  | Mark Hoppus              | Buddha (Démo, Edition remasterisée) |
| The Longest Line (Reprise de NOFX)                      | 1993  |                                                | 2:06  | Mark Hoppus              | Flyswatter (Démo) |
| The Party Song                                          | 1999  | Enema of the State                             | 2:19  | Mark Hoppus              | |
| The Rock Show                                           | 2001  | Take Off Your Pants and Jacket                 | 2:51  | Mark Hoppus              | The Rock Show (Single) Stay Together for the Kids (Single, version live) Feeling This (Single, version live) Always (Single, version live) Greatest Hits (Compilation) |
| This Is Home                                            | 2011  | Neighborhoods                                  | 2:47  | Tom DeLonge              | |
| Time                                                    | 1993  |                                                | 2:27  | Mark Hoppus              | Flyswatter (Démo) Demo #2 (Démo) Buddha (Démo) |
| Time to Break Up                                        | 2001  | Take Off Your Pants and Jacket (Version Rouge) | 3:05  | Tom DeLonge              | The Rock Show (Single) |
| Toast and Bananas                                       | 1994  | Cheshire Cat                                   | 2:26  | Tom DeLonge              | Buddha (Démo) |
| Touchdown Boy                                           | 1994  | Cheshire Cat                                   | 3:10  | Tom DeLonge              | |
| Transvestite                                            | 1993  |                                                | 4:00  | Tom DeLonge Mark Hoppus  | Buddha (Démo) |
| TV                                                      | 1994  | Cheshire Cat                                   | 1:41  | Mark Hoppus              | Demo #2 (Démo) Buddha (Démo) |
| Untitled #1                                             | 1993  |                                                | 2:07  | Tom DeLonge              | Demo #2 (Démo) |
| Untitled #2                                             | 1993  |                                                | 2:29  | Tom DeLonge              | Demo #2 (Démo) |
| Untitled                                                | 1997  | Dude Ranch                                     | 2:46  | Tom DeLonge              | What's My Age Again? (Single, version live) The Mark, Tom, and Travis Show (Live)                                                                                      |
| Up All Night                                            | 2011  | Neighborhoods                                  | 3:19  | Tom Delonge Mark Hoppus  | Up All Night (Single) |
| Violence                                                | 2003  | Blink-182                                      | 5:20  | Tom DeLonge              | Feeling This (Single) |
| Voyeur                                                  | 1997  | Dude Ranch                                     | 2:43  | Tom DeLonge              | Apple Shampoo (Single) The Mark, Tom, and Travis Show (Live) |
| Waggy                                                   | 1995  | Dude Ranch                                     | 2:54  | Mark Hoppus              | They Came to Conquer... Uranus (EP) |
| Wasting Time                                            | 1994  | Cheshire Cat                                   | 2:35  | Mark Hoppus              | Wasting Time (Single) Josie (Single) Short Bus (EP, Split) |
| Wendy Clear                                             | 1999  | Enema of the State                             | 2:50  | Mark Hoppus              | Adam's Song (Single) The Mark, Tom, and Travis Show (Live) Enema of the State Demo (Démo)                                                                              |
| What Went Wrong                                         | 2001  | Take Off Your Pants and Jacket (Version Jaune) | 3:13  | Tom DeLonge              | |
| What's My Age Again?                                    | 1999  | Enema of the State                             | 2:29  | Mark Hoppus              | What's My Age Again? (Single) The Mark, Tom, and Travis Show (Live) Greatest Hits (Compilation) Enema of the State Demo (Démo)                                         |
| When You Fucked Grandpa                                 | 2001  | Take Off Your Pants and Jacket (Version Verte) | 1:39  | Mark Hoppus              | |
| Wishing Well                                            | 2011  | Neighborhoods                                  | 3:21  | Tom DeLonge              | |
| Wrecked Him                                             | 1995  |                                                | 2:48  | Tom DeLonge              | Wasting Time (Single) Dick Lips (Single) They Came to Conquer... Uranus (EP)                                                                                           |
| Zulu                                                    | 1995  |                                                | 2:04  | Tom DeLonge              | Dammit (Single) Dick Lips (Single) They Came to Conquer... Uranus (EP)                                                                                                 |